# Adria Mobil
Adria Mobil (código UCI: ADR) es un equipo ciclista profesional esloveno de categoría Continental.
Tuvo su base en el equipo ciclista amateur de Novo Mesto fundado en 1972. Con la entrada como patrocinador del fabricante de caravanas y autocaravanas Adria Mobil en 2005, pasó a profesional dentro de la categoría continental.

## Ciclistas destacados
Entre los ciclistas que estuvieron en las filas del equipo destacó Janez Brajkovič que en 2004, cuando el equipo aún era amateur, se coronó campeón del mundo contrarreloj en la categoría sub-23 y campeón de Eslovenia en ruta y contrarreloj. Brajkovič permaneció en el equipo hasta mediados de la temporada 2005 en que pasó al Discovery Channel. En la actualidad el veterano corredor se encuentra en la plantilla del equipo para la temporada del 2020. 
También hay que destacar la militancia en el equipo (de 2013 a 2015) del campeón de la Vuelta a España 2019 y ganador de etapa en las tres grandes vueltas, Primož Roglič. Otros ciclistas destacados que integraron la plantilla fueron Robert Kiserlovski (2006-2008), Simon Špilak (2005-2007), Marko Kump (2007-2010) y Grega Bole (2008-2009).

## Sede

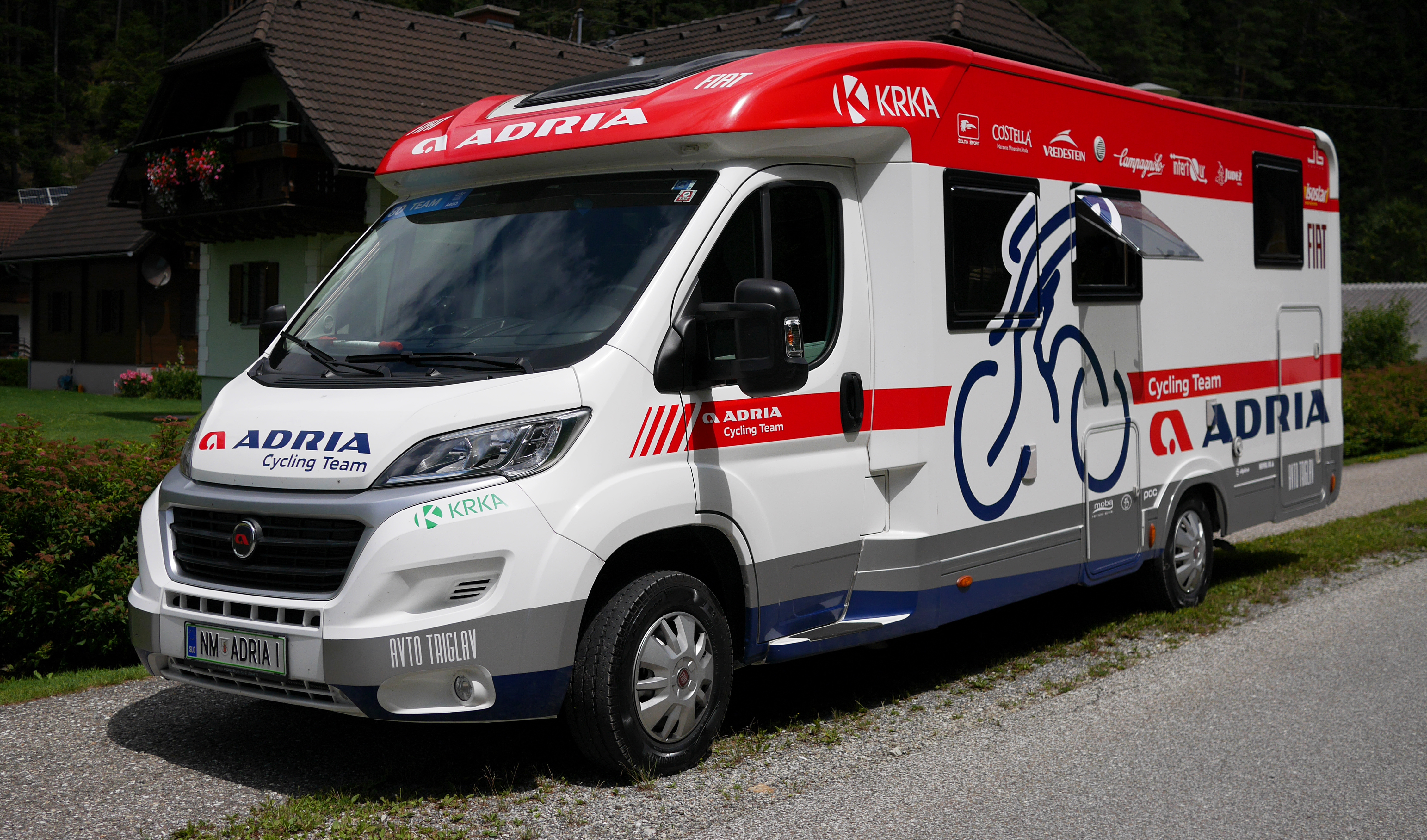
Vehículo del equipo.

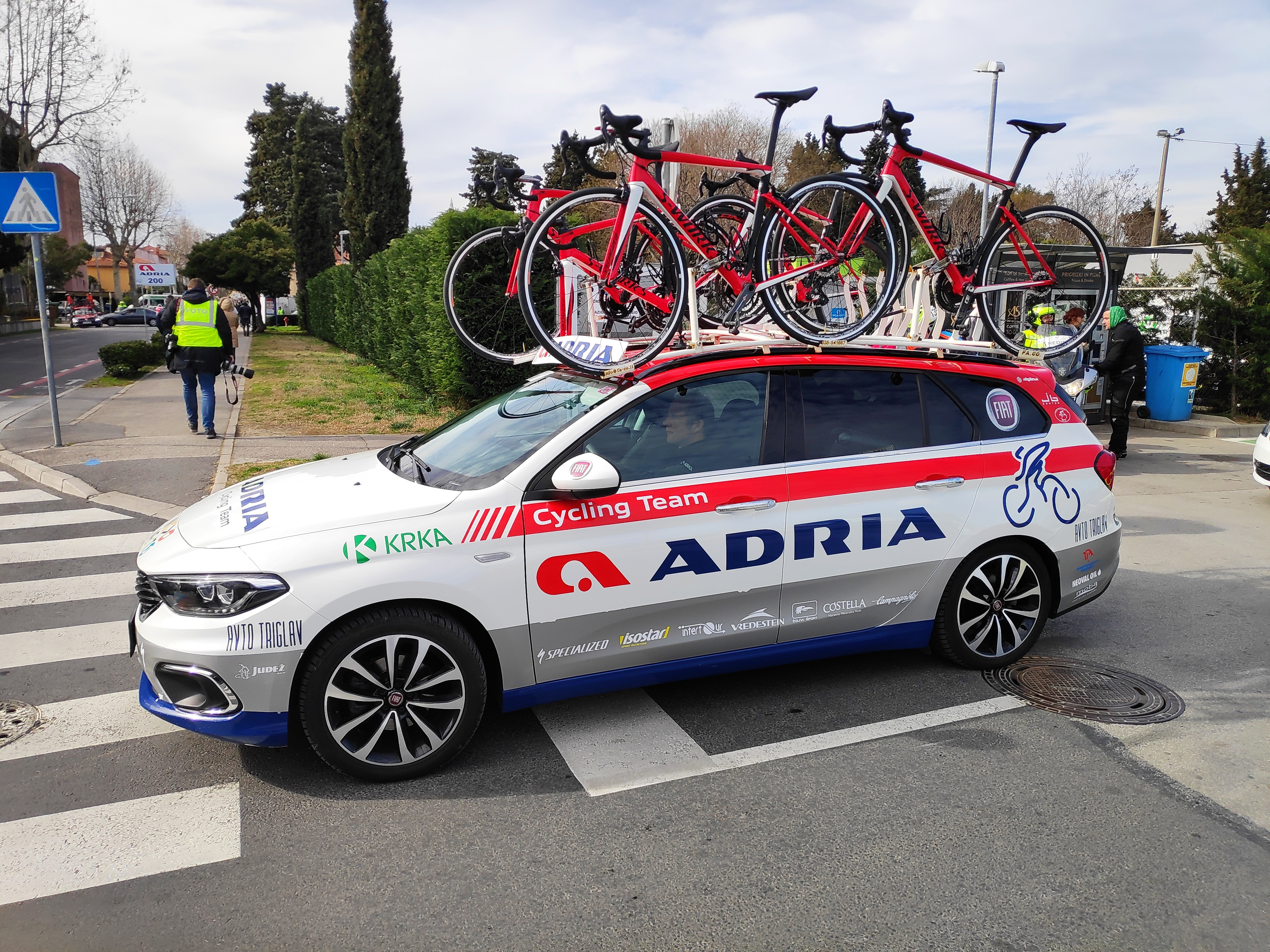
Vehículo del equipo.

La sede del equipo se encuentra en Novo Mesto.

## Clasificaciones UCI
A partir de 2005 la UCI instauró los Circuitos Continentales UCI, donde el equipo está desde que se creó, registrado dentro del UCI Europe Tour. Ha estado en las clasificaciones del UCI Europe Tour Ranking y UCI Asia Tour Ranking. Las clasificaciones del equipo y de su ciclista más destacado son las siguientes:

### UCI America Tour
| Temporada | Clasificación por equipos | Mejor corredor | Posición |
| 2008-2009 | 24.º                      | Marko Kump     | 103.º    |

### UCI Asia Tour
| Temporada | Clasificación por equipos | Mejor corredor   | Posición |
| 2009-2010 | 34.º                      | Mitja Mahorič    | 60.º     |
| 2011-2012 | 64.º                      | Marko Kump       | 274.º    |
| 2013-2014 | 43.º                      | Kristjan Fajt    | 73.º     |
| 2015      | 8.º                       | Marko Kump       | 8.º      |
| 2016      | 94.º                      | Gašper Katrašnik | 580.º    |
| 2017      | 44.º                      | Radoslav Rogina  | 107.º    |
| 2018      | 38.º                      | Radoslav Rogina  | 49.º     |

### UCI Europe Tour
| Temporada | Clasificación por equipos | Mejor corredor | Posición |
| 2005      | 82.º                      | Miha Švab      | 326.º    |
| 2005-2006 | 40.º                      | Tomasz Nose    | 60.º     |
| 2006-2007 | 35.º                      | Tomasz Nose    | 76.º     |
| 2007-2008 | 50.º                      | Grega Bole     | 47.º     |
| 2008-2009 | 16.º                      | Grega Bole     | 26.º     |
| 2009-2010 | 28.º                      | Matej Gnezda   | 46.º     |
| 2010-2011 | 27.º                      | Blaž Furdi     | 61.º     |
| 2011-2012 | 10.º                      | Marko Kump     | 4.º      |
| 2012-2013 | 6.º                       | Matej Mugerli  | 4.º      |
| 2013-2014 | 14.º                      | Matej Mugerli  | 13.º     |
| 2015      | 13.º                      | Marko Kump     | 5.º      |
| 2016      | 36.º                      | David Per      | 160.º    |
| 2017      | 84.º                      | Dušan Rajović  | 410.º    |
| 2018      | 41.º                      | Dušan Rajović  | 246.º    |
| 2019      | 34.º                      | Marko Kump     | 212.º    |

### UCI Oceania Tour
| Temporada | Clasificación por equipos | Mejor corredor | Posición |
| 2009-2010 | 25.º                      | Blaž Jarc      | 65.º     |

## Palmarés
Para años anteriores, véase Palmarés del Adria Mobil

### Palmarés 2025

#### Circuitos Continentales UCI
| Fechas | Circuito | Carreras | Ganador |

#### Campeonatos nacionales
| Fechas | Carreras | Ganador |

## Plantillas
Para años anteriores, véase Plantillas del Adria Mobil

### Plantilla 2025
| Nombre        | Nacimiento | Nacionalidad | Equipo 2024               |
| Tilen Finkšt  | 06/07/1997 | Eslovenia    | Adria Mobil               |
| Nik Golob     | 08/10/2006 | Eslovenia    | Neo (Adria Mobil Juniors) |
| Vid Murn      | 30/06/2006 | Eslovenia    | Neo (Adria Mobil Juniors) |
| Teo Pečnik    | 31/03/2002 | Eslovenia    | Sava Kranj Cycling        |
| Nejc Peterlin | 17/08/2006 | Eslovenia    | Neo (Adria Mobil Juniors) |
| Anže Skok     | 15/09/2000 | Eslovenia    | Adria Mobil               |
| Marcel Skok   | 23/05/2005 | Eslovenia    | Adria Mobil               |
| Jaka Špoljar  | 04/03/2003 | Eslovenia    | Adria Mobil               |
| Aljaž Turk    | 23/12/2004 | Eslovenia    | Adria Mobil               |
| Matic Žumer   | 19/11/1997 | Eslovenia    | Sava Kranj Cycling        |